# Exosfære
Exosfæren er det yderste lag af jordens atmosfære. Her er trykket meget lavt. Exosfæren indeholder primært hydrogen, samt en mindre mængde helium, kuldioxid og atomart oxygen i den nederste del. 
Exosfæren starter cirka 500-1000 kilometer oppe. Der er ikke nogle international godkendt slutning, men nogle siger, at den stopper der hvor solvindene er kraftigere end jordens egen tyngdekraft, hvilket er 190.000 km. oppe. 